# Abercorn
Abercorn (gaélico: Obar Chùirnidh) es un pueblo de West Lothian, Escocia. Cercano a la costa sur del Fiordo de Forth, el pueblo se halla a unos 5 km al oeste de South Queensferry.

## Historía
Beda menciona a Abercorn como sitio de un monasterio, sede el obispo Trumwine, que ahora se sabe existió cerca de la iglesia actual. Partes de esta iglesia datan del siglo XII aunque sus rasgos más interesantes, las naves laterales privadas, son posteriores. Las naves privadas fueron creadas para las tres familias más importantes de la zona: los Dalyell, los Hamilton y luego los Hope, quienes hicieron construir su propio recinto detrás del altar, obra del arquitecto William Bruce. El mausoleo Hope, diseñado por William Burn, se encuentra en el patio de la iglesia. Entre los monumentos fúnebres más antiguos se hallan hogbacks vikingas y fragmentos de cruces del siglo VII.
En época de los normandos también existió un castillo que fue demolido en 1455 por Jacobo II durante un asalto sobre la rama "negra" de los earls de Douglas. La Casa de las Binns, hogar de la familia Dalyell, se encuentra dentro de la jurisdicción de la parroquia.
Las tierras de Abercorn fueron otorgadas a Claud Hamilton en el siglo XVI y su hijo fue nombrado primer earl de Abercorn. En el siglo XVII la propiedad fue vendida a la familia Hope, quienes recibieron el título de earls de Hopetoun y construyeron Casa Hopetoun al este del pueblo.
Existen registros de que el censo de 1821 arrojó la cantidad de 1044 habitantes, pero el número ha disminuido desde entonces.